# Tambak Ratu
Tambak Ratu is een bestuurslaag in het regentschap Sarolangun van de provincie Jambi, Indonesië. Tambak Ratu telt 331 inwoners (volkstelling 2010).